# Милфорд (бухта)
Ми́лфорд (англ. Milford Sound; маорийское название — Пиопиотахи (маори Piopiotahi)) — бухта в юго-западной части острова Южный в пределах национального парка «Фьордленд», расположенного в Те-Вахипоунаму. Назван Редьярдом Киплингом «восьмым чудом света».

## География

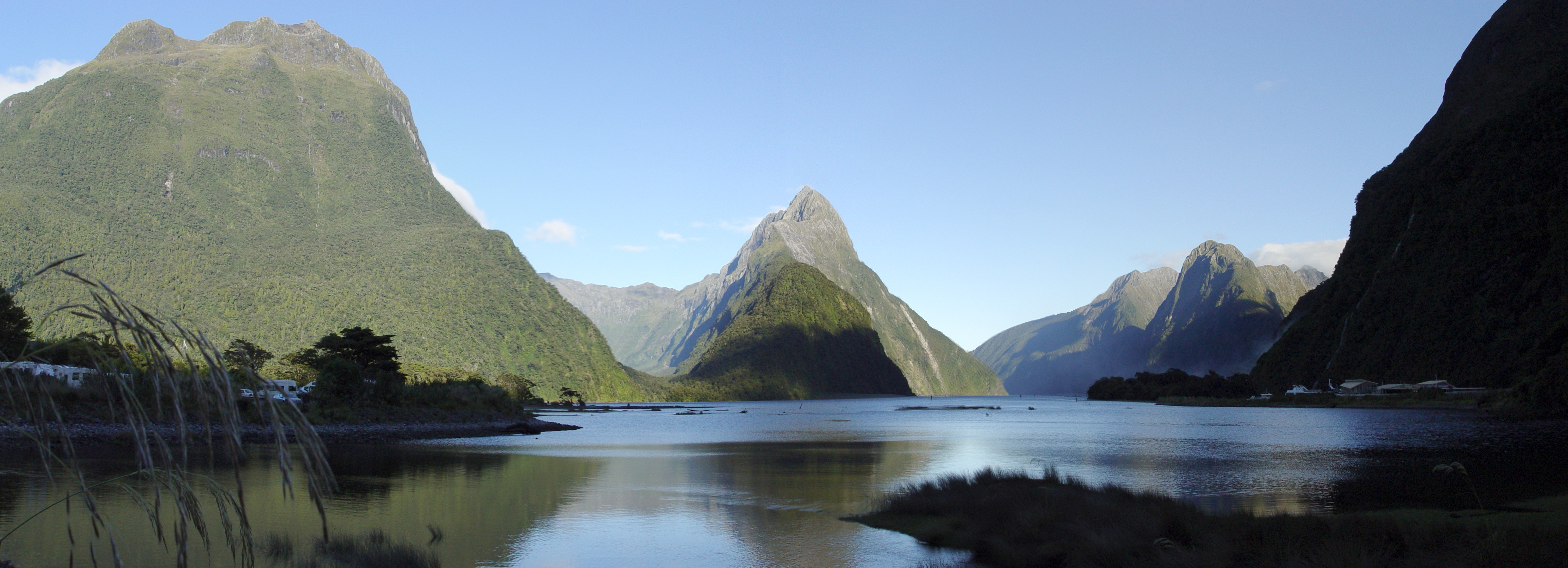
1692-метровый пик Митре над бухтой Милфорд

Формирование залива началось во время последнего ледникового периода, когда ледник, двигаясь к морю, выдавил глубокую впадину в скальном грунте. В результате эрозии, вызванной схождением ледников, образовалась впадина. 10 000 лет назад ледник отступил, и Тасманово море затопило образовавшуюся долину, сформировав современную бухту Милфорд.
Залив, окружённый гористой местностью с вершинами, достигающими 1200 м, простирается на 19 км от места слияния с Тасмановым морем вглубь острова Южный. Ширина бухты Милфорд составляет 3 км, а максимальная глубина — 512 м. В залив впадают несколько рек, крупнейшие из которых — Артур и Кледдау. Побережье покрыто густыми лесами. Особо известны чёрные кораллы — их можно увидеть в подводной обсерватории на глубине 10,4 м.
Вода в бухте Милфорд уникальна не только впечатляющими насыщенными красками, но и интересным разделением на три слоя, каждый из которых обладает своими специфическими особенностями.
Среднегодовое количество осадков в Милфорд-Саунд составляет 6813 мм, что делает его одним из самых влажных населённых мест не только в Новой Зеландии, но и во всём мире.
| Показатель                    | Янв.  | Фев.  | Март  | Апр.  | Май   | Июнь  | Июль  | Авг.  | Сен.  | Окт.  | Нояб. | Дек.  | Год    |
| ----------------------------- | ----- | ----- | ----- | ----- | ----- | ----- | ----- | ----- | ----- | ----- | ----- | ----- | ------ |
| Средний суточный максимум, °C | 19,0  | 19,5  | 18,0  | 15,6  | 12,3  | 9,5   | 9,1   | 11,2  | 13,1  | 14,4  | 16,0  | 17,6  | 14,6   |
| Средняя температура, °C       | 14,7  | 14,9  | 13,5  | 11,2  | 8,3   | 5,7   | 5,2   | 6,7   | 8,5   | 10,1  | 11,7  | 13,4  | 10,3   |
| Средний суточный минимум, °C  | 10,4  | 10,4  | 8,9   | 6,8   | 4,2   | 1,9   | 1,3   | 2,2   | 3,9   | 5,8   | 7,4   | 9,3   | 6,0    |
| Норма осадков, мм             | 722,3 | 503,6 | 642,9 | 593,4 | 636,2 | 437,6 | 425,2 | 427,3 | 516,7 | 678,7 | 521,5 | 656,0 | 6761,4 |
| Источник:                     |       |       |       |       |       |       |       |       |       |       |       |       |        |

## История

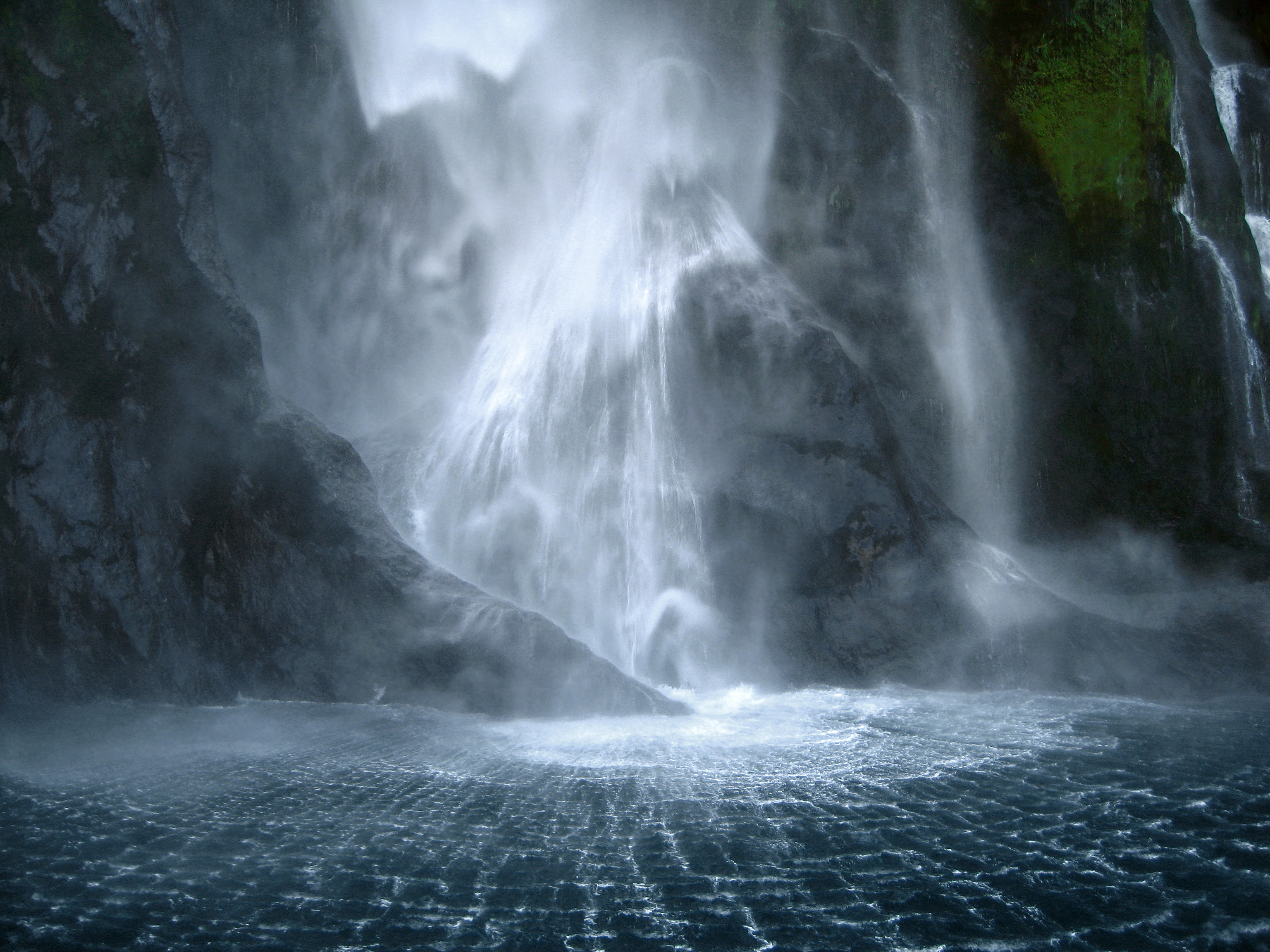
На берегу залива много водопадов.

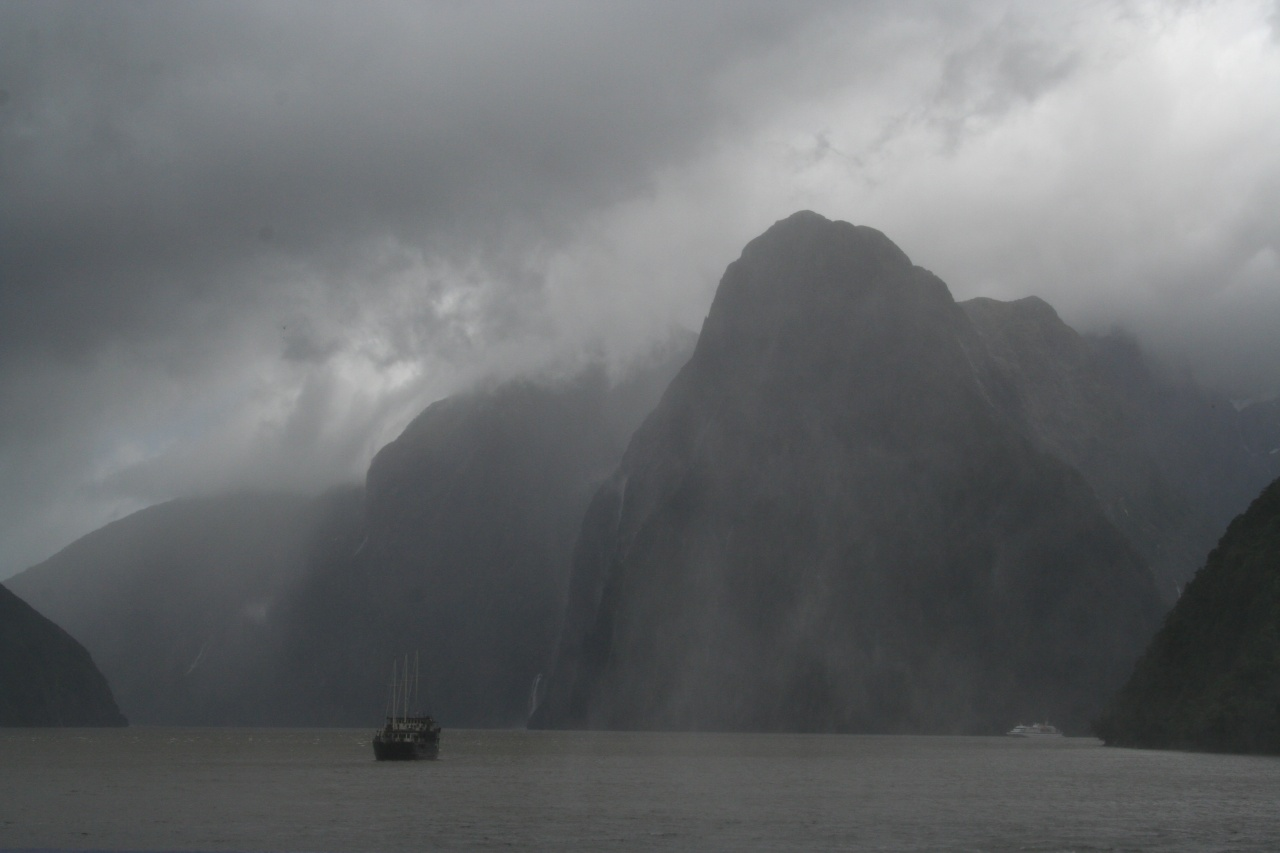
Бухта Милфорд является одним из самых влажных мест на Земле.

Местность, в которой находится залив, изначально была заселена представителями коренного новозеландского народа маори, называвшие его Пиопиотахи. Это название связано с новозеландским дроздом, вымершей к настоящему времени птицей-эндемиком, и переводится с языка маори как «одинокий пиопио». Согласно местной легенде, когда погиб культурный герой Мауи, пытавшийся завоевать бессмертие для людей, в заливе, оплакивая его смерть, летала птица пиопио, сопровождавшая героя из легендарной Гаваики.
В 1820-х годах залив был назван уэльским китобоем Джоном Гроно Милфорд-Хейвен, в честь одноимённой бухты, расположенной в Уэльсе. Позже, в 1851 году, другой валлиец, Джон Лорт Стоукс, дал заливу уже современное название.
В 1993 году, в северной части бухты Милфорд, был учреждён морской заповедник «Пиопиотахи».

## Туризм
Бухта Милфорд стала одним из самых популярных туристических мест Новой Зеландии, несмотря на первоначальную труднодоступность, уже к 1914 году. С открытием в 1953 году тоннеля Хомер число туристов в регионе резко возросло, а к началу 2000-х годов залив ежегодно посещало до 450 тысяч человек.